# Montuemtaui
Montuemtaui (mnṯ.w m t3.wỉ; „Montu a Két Földön”) ókori egyiptomi hivatalnok, a kincstár elöljárója a XX. dinasztia idején, IV. Ramszesz és V. Ramszesz alatt.
Először III. Ramszesz uralkodásának végén említik, a torinói jogi papiruszon. IV. Ramszesz második uralkodási évében elkísérte Noferronpet vezírt Dejr el-Medinába, hogy megduplázzák az ott élő munkások számát 120 főre. Említik a 3. évben is, két kairói osztrakonon és egy Dejr el-Medina-i papiruszon. A Wilbour-papirusz szerint V. Ramszesz 4. évében nevezték ki alsó-egyiptomi kincstárnokká, itt együtt említik Haemtir kincstárnokkal. Utolsó említése talán VI. Ramszesz 3. évére datálható. IV. Ramszesz korából származik kis áldozati sztéléje, melyen Meretszeger istennőt imádja. A sztélé a Dejr el-Medinát a Királyok völgyével összekötő hegyi hágónál állt. Haemtirrel ellentétben egyszer „királyi írnok és kincstárnok” címmel is említik.

## Fordítás
- Ez a szócikk részben vagy egészben  a   Monthemtaui című német Wikipédia-szócikk ezen változatának fordításán alapul.  Az eredeti cikk szerkesztőit annak laptörténete sorolja fel. Ez a jelzés csupán a megfogalmazás eredetét és a szerzői jogokat jelzi, nem szolgál a cikkben szereplő információk forrásmegjelöléseként.